# Antoine Étex
Antoine Étex né à Paris le 20 mars 1808 et mort à Chaville (Hauts-de-Seine) le 14 juillet 1888 est un sculpteur, peintre, architecte et littérateur français.
Représentant de l'école romantique en sculpture, il est le frère du peintre Louis-Jules Étex (1810-1889).

## Biographie

### Enfance
Antoine Étex est né à Paris, dans une famille d'artisan modeste d'origine lyonnaise, son père étant sculpteur ornemaniste, sa mère brodeuse. Après l'école primaire, il devient l'aide-apprenti de son père en 1822.

### Formation
Tout en travaillant, Antoine Étex entre à l'École des beaux-arts de Paris dans l'atelier de François-Joseph Bosio en 1823, puis dans celui de Charles Dupaty. Remarqué par James Pradier, Étex devient son assistant pour achever une sculpture du palais Brongniart à Paris. Élève de Pradier, Étex intègre l'atelier du peintre Jean-Auguste-Dominique Ingres à la demande de ce dernier, qui lui conseille de ne mener qu'une carrière de peintre. Antoine Étex mènera de front une carrière de sculpteur et — dans une moindre mesure — de peintre toute sa vie.
En 1828, Alexandre Dumas lui achète une étude de femme nue qui est présentée la même année pour sa première exposition : « À quelque temps de là, c'était en 1828, étonnement d'Étex, qui reconnaît au milieu des œuvres de Delacroix, Delaroche, David d'Angers, Ingres et Pradier, son étude prêtée par l'excellent romancier, qui voulait ainsi contribuer au succès pécuniaire de cette exposition, faite pour secourir les Grecs, au moment de la guerre de l'indépendance. »
Il tente sans succès d'obtenir le premier grand prix de Rome en sculpture, et finalement remporte le second grand prix en 1832 avec Hyacinthe frappé par le palet d'Apollon.

#### Le séjour en Italie (1830-1832)

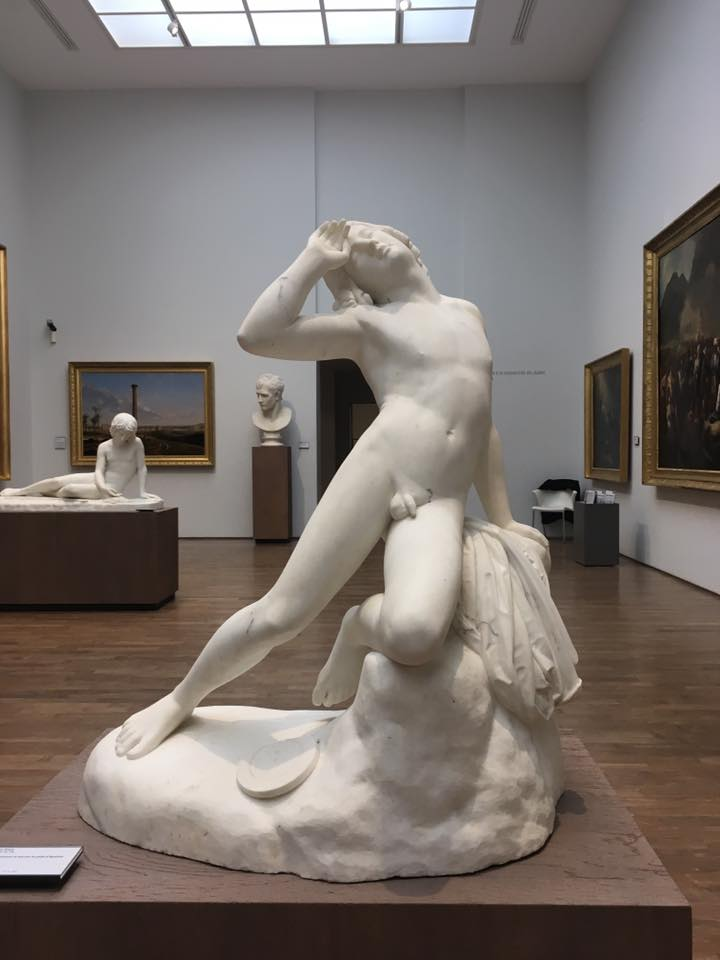
Hyacinthe renversé et tué par le palet d'Apollon (1829), musée des Beaux-Arts d'Angers.

Antoine Étex prend part aux journées révolutionnaires de 1830, alors qu'il modèle sa sculpture Léda et le Cygne. Le ministre François Guizot lui obtient une bourse de 1 500 francs sur deux ans. Par cette faveur ministérielle, il peut enfin partir en Italie pendant deux ans, à la villa Médicis à Rome. Au retour, il visite l'Algérie et l'Espagne et réalise à cette occasion de nombreux croquis, dessins aquarelles et peintures. Pendant ce séjour, Étex se lie avec les républicains italiens dont Macedonio Melloni dont il fait le portrait. Il modèle également sa sculpture Caïn et sa race maudits de Dieu qui obtient une médaille au Salon de 1833. Étex multiplie les études et les copies de tableaux et en rapporte une du tableau Les Médicis.
De son mariage en 1833 naissent deux filles et un fils militaire mort à Saïgon en 186.

### Reconnaissance

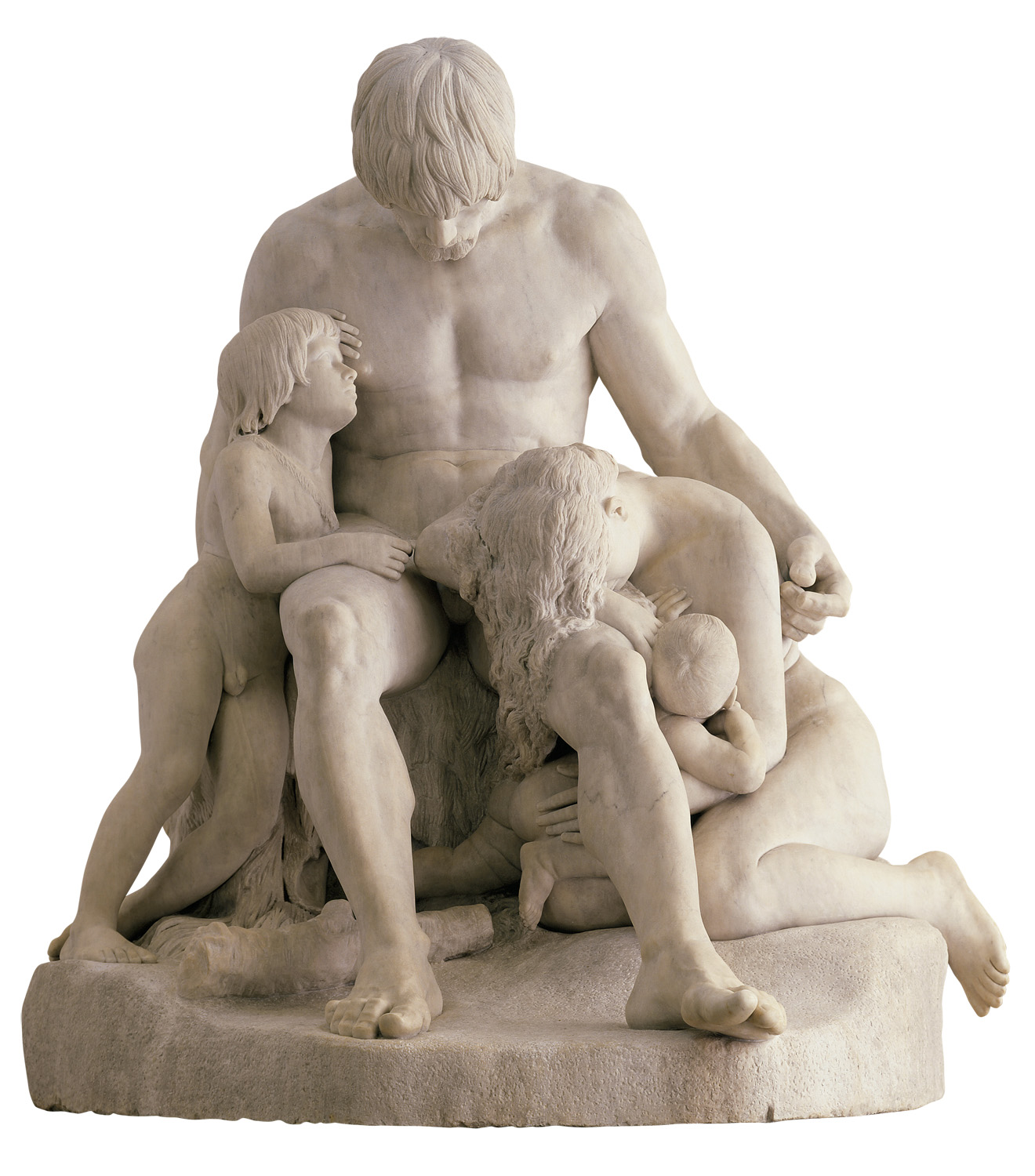
Caïn et sa race maudits de Dieu (1839), marbre, musée des Beaux-Arts de Lyon.

Il expose pour la première fois au Salon de 1833 en envoyant le marbre de Hyacinthe renversé et tué par le palet d'Apollon et le plâtre de Caïn et sa race maudits de Dieu qu'il avait réalisé en Italie. Il obtient la médaille de première classe au Salon, où sa sculpture fait événement et reçoit un accueil favorable de la presse et du public, qui le considèrent alors comme un des chefs de file de la nouvelle école romantique en sculpture aux côtés d’Antoine-Louis Barye et de François Rude. Ingres, en opposition à ce mouvement, lui dit en commentant la sculpture : « Tâchez de vous faire commander ce groupe en marbre, puis, avec l'argent de cette commande, faites un Caïn debout, et anéantissez ce travail » ; et il ajouta : « Votre groupe est superbe, personne en ce temps-ci n'est capable de modeler cela ; c'est du beau, du très beau Canova ; c'est de la sculpture d'expression ; brisez cela, je vous le répète, mais seulement quand il vous aura été commandé. », conseil qu'Étex se gardera bien de suivre.
Adolphe Thiers, alors ministre des Travaux publics, lui commande deux haut-reliefs monumentaux pour la face ouest de l'arc de triomphe de l'Étoile à Paris en 1833, ceux de la face est étant confiés à François Rude et Jean-Pierre Cortot, pour terminer l'édifice. Les deux œuvres d'Étex sont mal reçues par l'Institut et la presse. L'artiste expose au Salon de 1837 et présente à celui de 1839 le marbre de Caïn et sa race maudits de Dieu qui est acquis par l'État français (musée des Beaux-Arts de Lyon). L'œuvre est apprécié par Théophile Gautier qui écrit dans La France littéraire de mars 1833 : « Je trouve dans ce groupe une recherche du vrai, un parti-pris de rompre avec l'ancien patron légué d'académie en académie ».
Étex réalise alors des sculptures pour le Sénat, l'hôpital Lariboisière, le Monument à Vauban aux Invalides, la statue de Saint Louis pour la place de la Nation à Paris ou encore au château de Versailles.
À partir du Salon de 1844, il envoie régulièrement une toile, cette année-là, le Martyre de Saint Sébastien (musée des Beaux-Arts de Rouen), puis La Mort du prolétaire en 1845 (musée des Beaux-Arts de Lyon), une toile monumentale, La Gloire des États-Unis (New-York) en 1846 et, en 1847, le Portrait de Chateaubriand et son Autoportrait (musée de l'Histoire de France à Versailles).

### Le voyage aux États-Unis

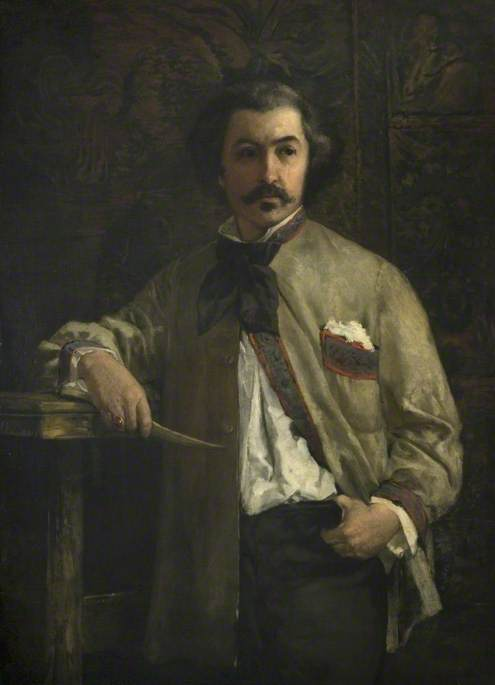
Thomas Couture, Portrait d'Antoine Étex, vers 1845–1855

En 1853-1854, Étex part défendre les intérêts des artistes français aux États-Unis au nom du gouvernement français à l'Exposition universelle de 1853 à New York. Il peint une esquisse, Allégorie à la gloire des États-Unis d'Amérique pour l'hôtel de ville de New York Il visite New York, Washington et le Canada. Il en publiera le compte-rendu, Coup d'œil jeté sur l'état des beaux-arts aux États-Unis en 1856.

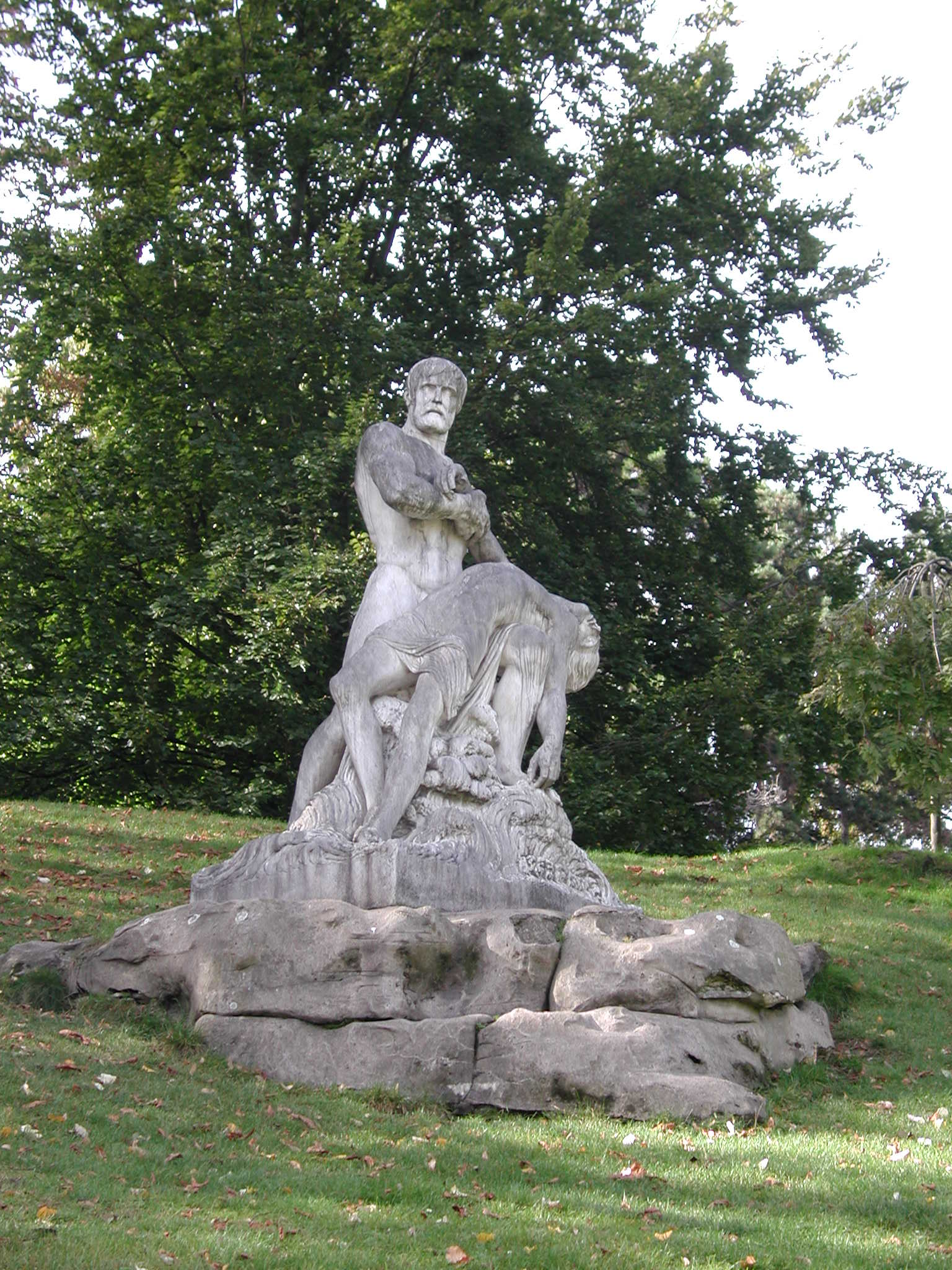
Les Naufragés (1859), Paris, parc Montsouris.

Devenu célèbre, il donne des cours de sculpture. Auguste Bartholdi est l'un de ses élèves. Il publie ses cours et méthode de dessin, dont le credo peut se résumer à « Nulla dies sine linea » (« pas un jour sans dessiner », mot à mot « pas un jour sans une ligne ») et également des essais et conférences, sur James Pradier notamment.
Proche de la princesse Mathilde, il obtient des commandes pour l'église Saint-Augustin et l'église de la Madeleine à Paris. Entre 1860-1864, il réalise un Monument à François Ier pour la ville de Cognac. Il envoie à l'Exposition universelle de 1867, les bustes de Proudhon et d'Auguste Comte ainsi que le groupe monumental Les Naufragés, acquis pour le parc Montsouris à Paris en 1886. En 1870, il réalise le Monument à Ingres pour la ville de Montauban. Enfin, il commence le Monument à Garibaldi pour la ville de Nice ; l'œuvre sera achevée après sa mort par Gustave Deloye en 1891.
L'œuvre d'Antoine Étex comporte de nombreux portraits et bustes dont ceux de Nicolas-Toussaint Charlet, Eugène Cavaignac, Pierre-Antoine Berryer, le duc d'Orléans, le général Alfred Chanzy, Alexandre Dumas, Eugène Delacroix, François-René de Chateaubriand, Judith Gautier, Alphonse Karr, Gabriel Daubrée, Jean-Baptiste Camille Corot, Franz Liszt, etc.

### Engagement politique
Étex participe aux journées de 1830, les armes à la main sur les barricades parisiennes, et défend le palais du Louvre. Par la suite républicain convaincu, il aide et se lie avec les patriotes italiens, en particulier Macedonio Melloni.
En 1848, il est candidat à la députation, partisan de l'ordre et de la liberté, sans succès. Il se lie avec le général Cavaignac dont il réalise le portrait.
Proche de Lazare Carnot et de Pierre-Joseph Proudhon, dont il réalise le portrait sculpté, il lui écrit en 1848 :
« Citoyen, je suis heureux et fier de m'associer à votre œuvre régénératrice. Propriétaire et père de famille, je ne serai pas suspect en vous apportant ma part de dévouement, mon nom pur de toute souillure. Oui, je le soutiens avec vous, toute propriété qui n'est pas le fruit du travail de celui qui la possède est un vol fait à la société. 93 a détruit l'orgueilleuse noblesse, 1830 a été escamoté par Louis-Philippe au profit des intrigants ; 1848 détrônera à jamais, je l'espère, la honteuse influence de l'argent, Nos filles à marier ne seront plus cotées comme les actions des chemina de fer à la Bourse. Dieu soit loué ! Salut et fraternité. A. Étex. ».
En 1850, à la mort d'Honoré de Balzac, il prend l'initiative, avec l'aide d'Alexandre Dumas, de lancer une  souscription pour réaliser un buste de l'écrivain.
En 1853, Auguste Comte signale qu'il a, un temps, été son disciple, mais regrette sa conversion aux idées socialistes à la suite du coup d'État du 2 décembre 1851. Plus tard, il se rapproche de l'ultra-catholique Louis Veuillot en 1862.
Pendant le siège de Paris, en 1870, Étex organise un bataillon de vétérans volontaires pour maintenir l'ordre dans la capitale.
En 1877, il publie ses souvenirs sous le titre Les souvenirs d'un artiste.
Antoine Étex meurt le 14 juillet 1888 à Chaville.
Il a vécu au temple de la Gloire du général Moreau à Orsay, où le peintre Corot vint faire son portrait.
En 1831, Antoine Étex était domicilié au 8 ter, rue de Furstemberg à Paris.

## Architecture
Antoine Étex a conçu de nombreux projets architecturaux : une école de natation, un opéra, l'église des sept sacrements, le tombeau de Raspail, le tombeau de Géricault, celui de Victor Schœlcher. Il s'intéressa également à l'aménagement de Paris et il formula plusieurs propositions d'aménagement urbain.

### La place de l'Europe
Antoine Étex s'intéresse à l'aménagement de la place de l'Europe à Paris. En 1839, il propose deux projets, non réalisés, pour y ériger une fontaine.
Le premier projet consiste en la mise en place d’une statue représentant l’Europe, tenant de sa main gauche un blason des armes des différentes nations européennes et de sa main droite l’épée de Charlemagne, assise sur un trône dressé au sommet d’une fontaine entourée de lions. La margelle du bassin est bordée d'allégories du Rhin et du Danube.
Le second projet propose un ensemble où des aigles aux ailes éployées cantonnent un globe terrestre orné de laurier, sur lequel est placé le groupe sommital de la statue équestre de Napoléon Ier brandissant l’étendard aux trois couleurs. Des monstres marins porteurs de fanaux bordent la margelle du bassin.

### La colline de Chaillot
En 1848, Antoine Étex, propose d'édifier un Monument à la Liberté sur la colline de Chaillot.
En 1858, il projette un phare ou fontaine monumentale au centre d'une place circulaire accueillant le palais impérial et les hôtels des ministères.
Ces deux projets sont restés sans suite.

Projets non réalisés
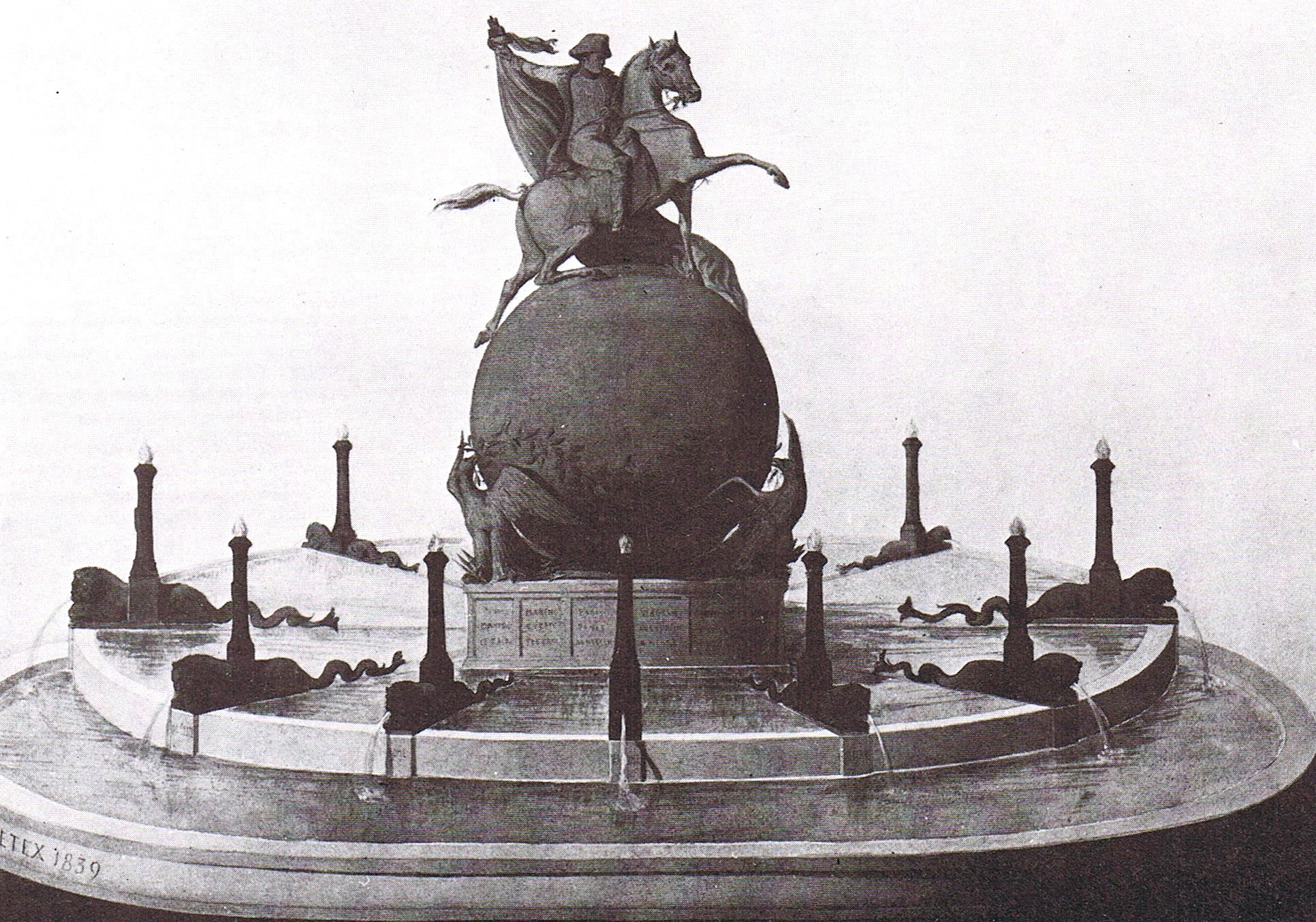
Projet pour une fontaine sur la place de l'Europe à Paris.[réf. nécessaire]
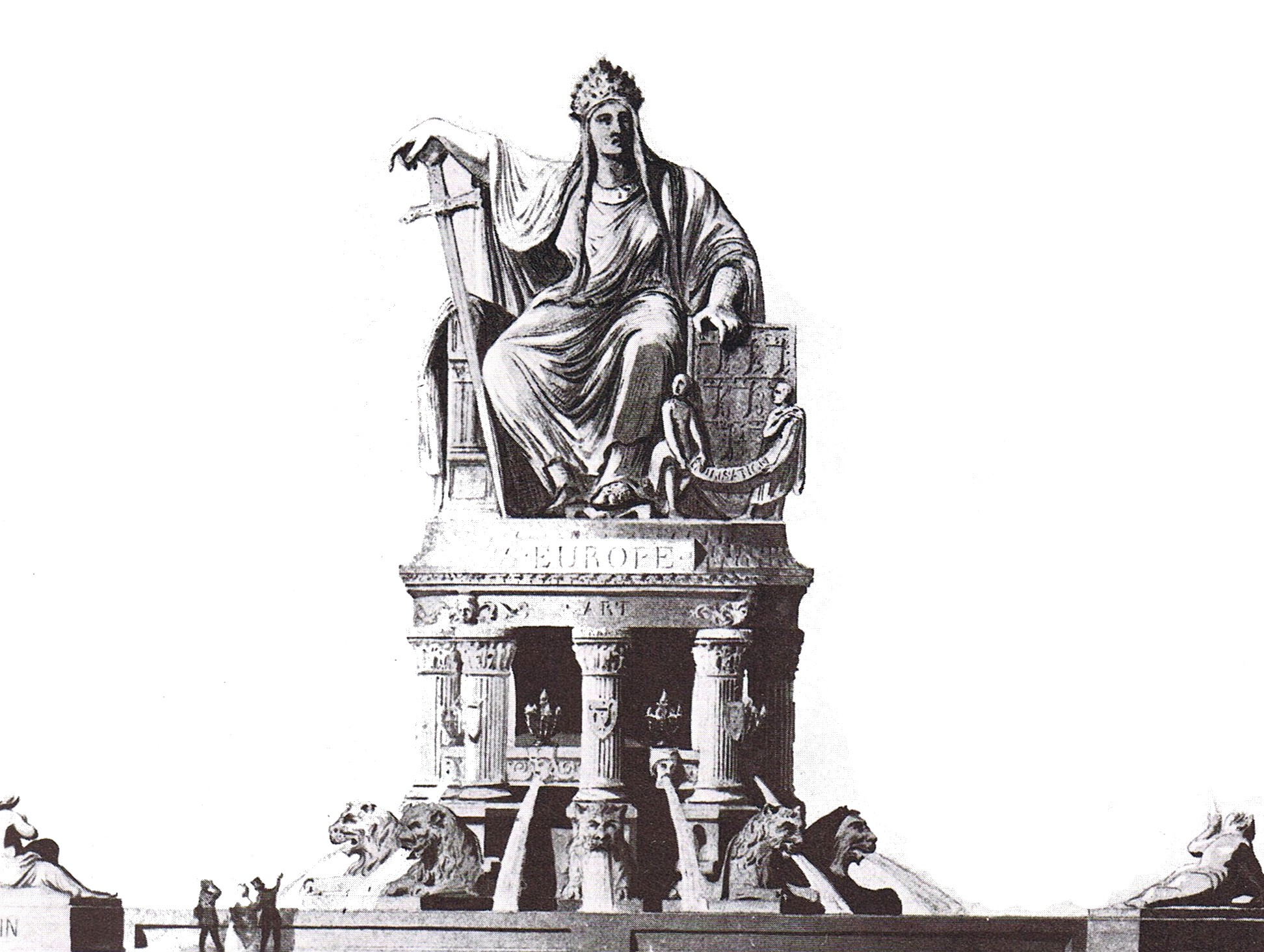
Projet pour une fontaine sur la place de l'Europe à Paris.[réf. nécessaire]

## Œuvres dans les collections publiques
- Blérancourt, musée franco-américain du château de Blérancourt : La Gloire des États-Unis, 1855, huile sur toile[29].
- Caen, musée des Beaux-Arts, Nizzia, 1849, marbre, exposé à Londres en 1849, puis à Paris, au Salon de 1850-1851 (oeuvre détruite en 1944)[30].
- Clamecy, église Saint-Martin : Sainte Geneviève, marbre, exposé au Salon de 1836.
- Cognac : Monument à François Ier, 1864, statue équestre en bronze[31].
- La Roche-sur-Yon, musée municipal : Eurydice, 1848, huile sur toile[32].
- Lille, Palais des Beaux-Arts : Damalis, marbre, 1838
- Lons-le-Saunier, place de la Liberté : Monument au général Lecourbe, 1857, érigé par souscription nationale. La statue est cantonnée de deux bas-reliefs, également d'Étex, représentant La Bataille du pont de Seefeld (1799) et La Défense de Belfort en 1815[33].
- Lorient, cimetière de Carnel : Auguste Brizeux (1803-1858), 1858, bas-relief en marbre ornant la sépulture du poète[34].
- Lyon, musée des Beaux-Arts : Caïn et sa race maudits de Dieu, 1832-1839, groupe en marbre[Note 1].
- Metz, hôtel de ville, grand salon : Portrait du baron Dufour, maire de Metz (1769-1842), 1845, médaillon en marbre.
- Montauban, musée Ingres-Bourdelle :
  - Politicien faisant l'éducation des trois Médicis, 1831, huile sur toile[35] ;
  - Ingres debout, 1868, statuette en plâtre, premier projet pour le concours du Monument à Ingres, non retenu.
- Nantes, musée d'Arts : Héro, 1845-1848, statue en bronze.
- Orléans, musée des Beaux-Arts : Buste de Caroline Bouchotte, 1840, marbre.
- Paris :
  - arc de triomphe de l'Étoile, façade ouest : 
    - La Résistance de 1814, 1833-1837, bas-relief en pierre[36] ;
    - La Paix de 1815, 1833-1837, bas-relief en pierre[37].

  - cimetière de Montmartre : Théodore Mozin, médaillon ornant la sépulture du musicien.
  - cimetière du Père-Lachaise :
    - 12e division : Monument à Théodore Géricault, dit aussi Tombeau de Théodore Géricault, 1884, bronze[Note 2]. Son modèle en plâtre, daté de 1840, est conservé au musée des beaux-arts de Lons-le-Saunier. Le gisant en marbre, exposé au Salon de 1841, est conservé au musée des beaux-arts de Rouen, son socle est orné sur sa face antérieure de bas-relief de bronze représentant son plus célèbre tableau, Le Radeau de la Méduse, et sur ses faces latérales le Cuirassier blessé et le Chasseur à cheval sont gravés dans la pierre. Au dos on trouve la liste des donateurs[38] ;
    - 18e division : Tombe de François-Vincent Raspail.

  - école des mines de Paris : buste de Gabriel Daubrée en 1878.
  - église Saint-Paul Saint-Louis, façade : Sainte Aure, statue en pierre.
  - musée du Louvre : 
    - Léon Pelet, 1848, buste en marbre[39].
    - Jean-Baptiste Claude Odiot, 1841, buste en marbre[40].

  - parc Montsouris : Les Naufragés, 1859, groupe en marbre. Le modèle plâtre a été exposé sous le titre Le Dévouement au Salon de 1853 (no 1330)[41]. Le marbre, qu'Étex envoie à l'Exposition universelle de 1867, n'est acquis et placé au parc Montsouris qu'en 1886[Note 3].
  - place de la Nation, colonne nord de la barrière du Trône : Saint Louis, 1844, statue en bronze.
- Poitiers, parc de Blossac : La Joie maternelle et La Douleur maternelle, 1860, groupes en pierre.
- Toulouse, musée des Augustins : Portrait de Bernard Lange, 1842, médaillon en marbre ornant le piédestal de la statue de Philopoemen à Sellasie de Bernard Lange[42].
- Vif, musée Champollion : Buste de Jean-François Champollion, 1841, marbre.

Le Monument à Théodore Géricault
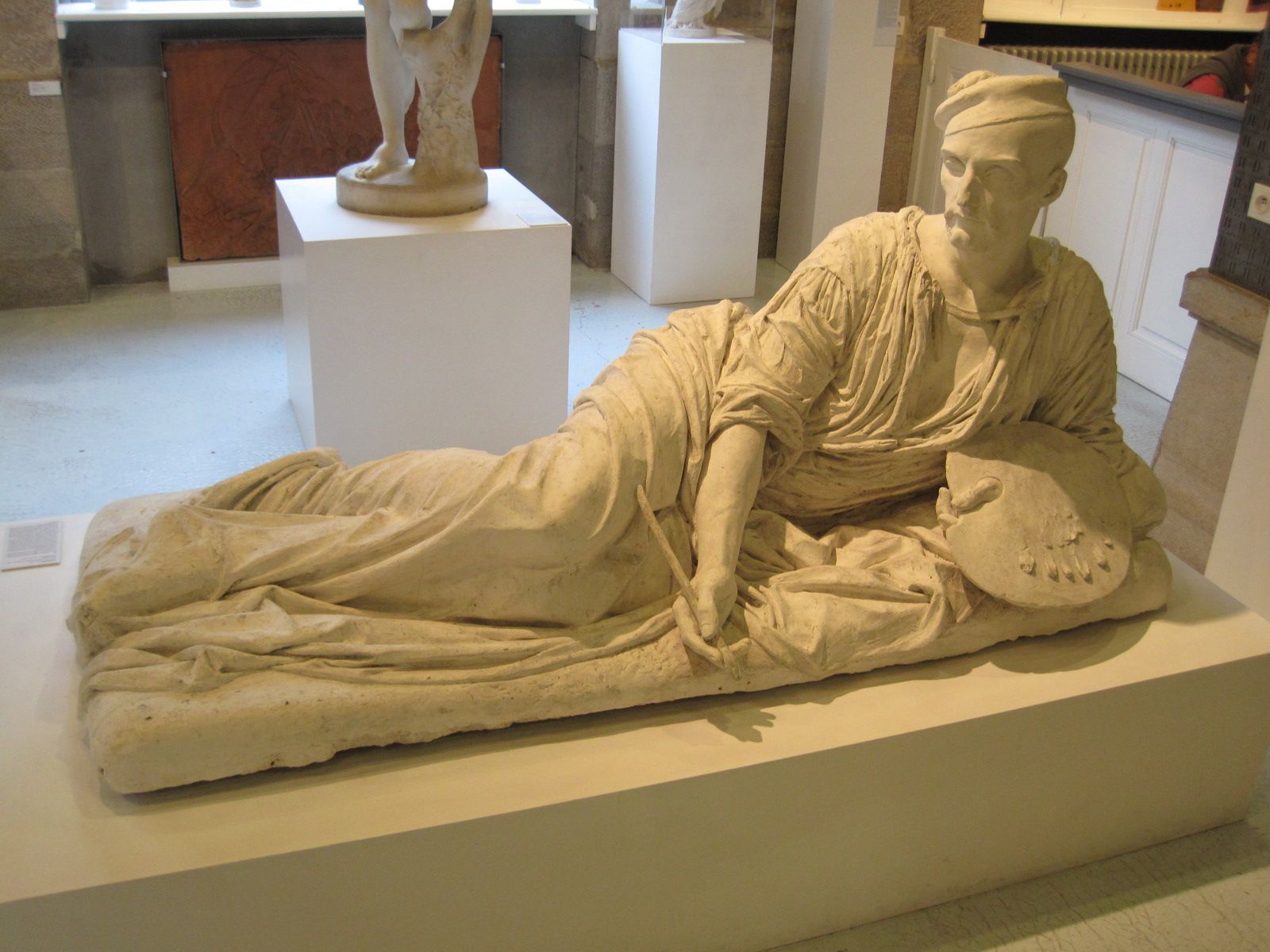
Monument à Théodore Géricault (1840), plâtre original, musée des Beaux-Arts de Lons-le-Saunier.
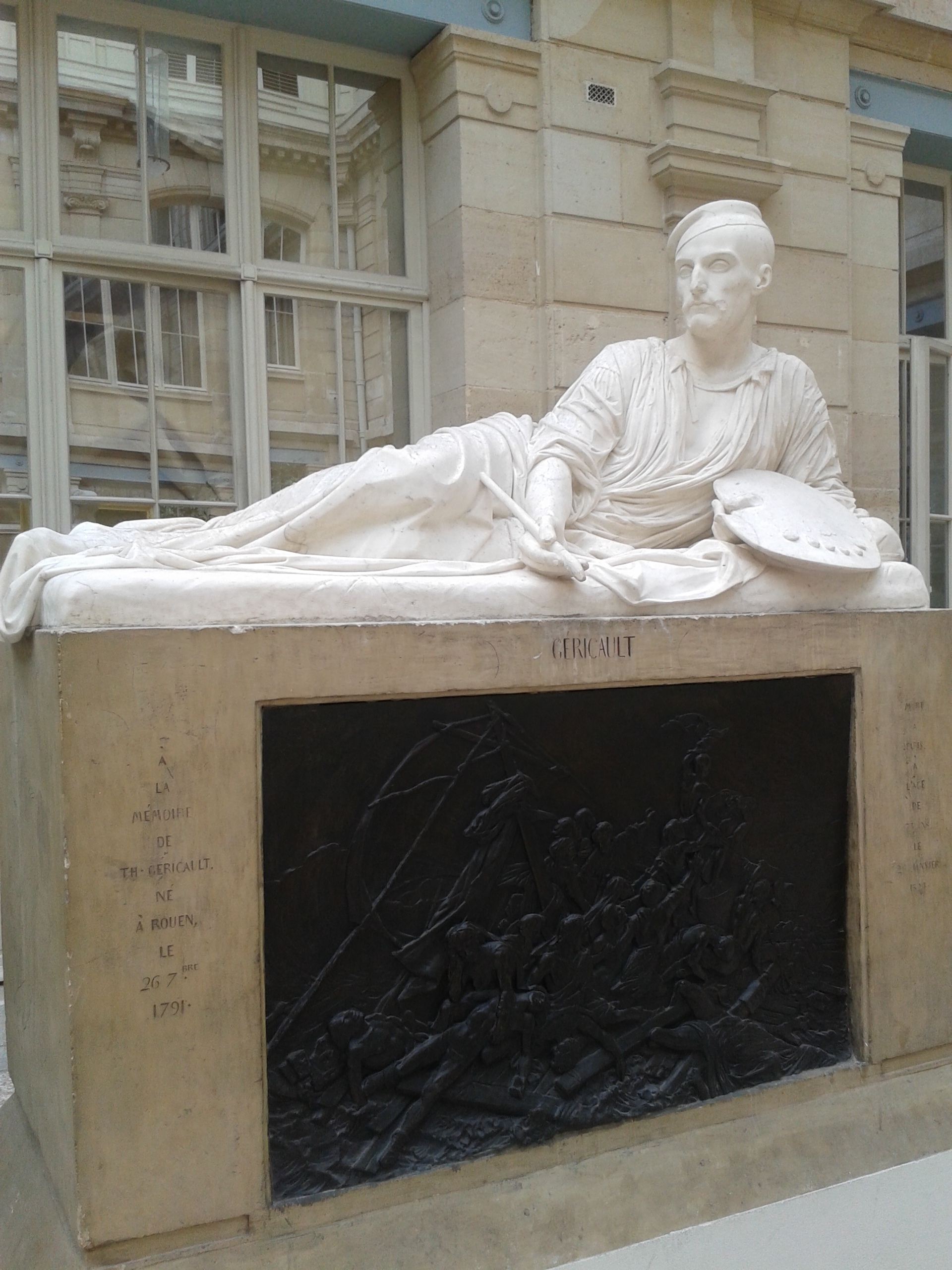
Monument à Théodore Géricault (Salon de 1841), marbre, musée des Beaux-Arts de Rouen.
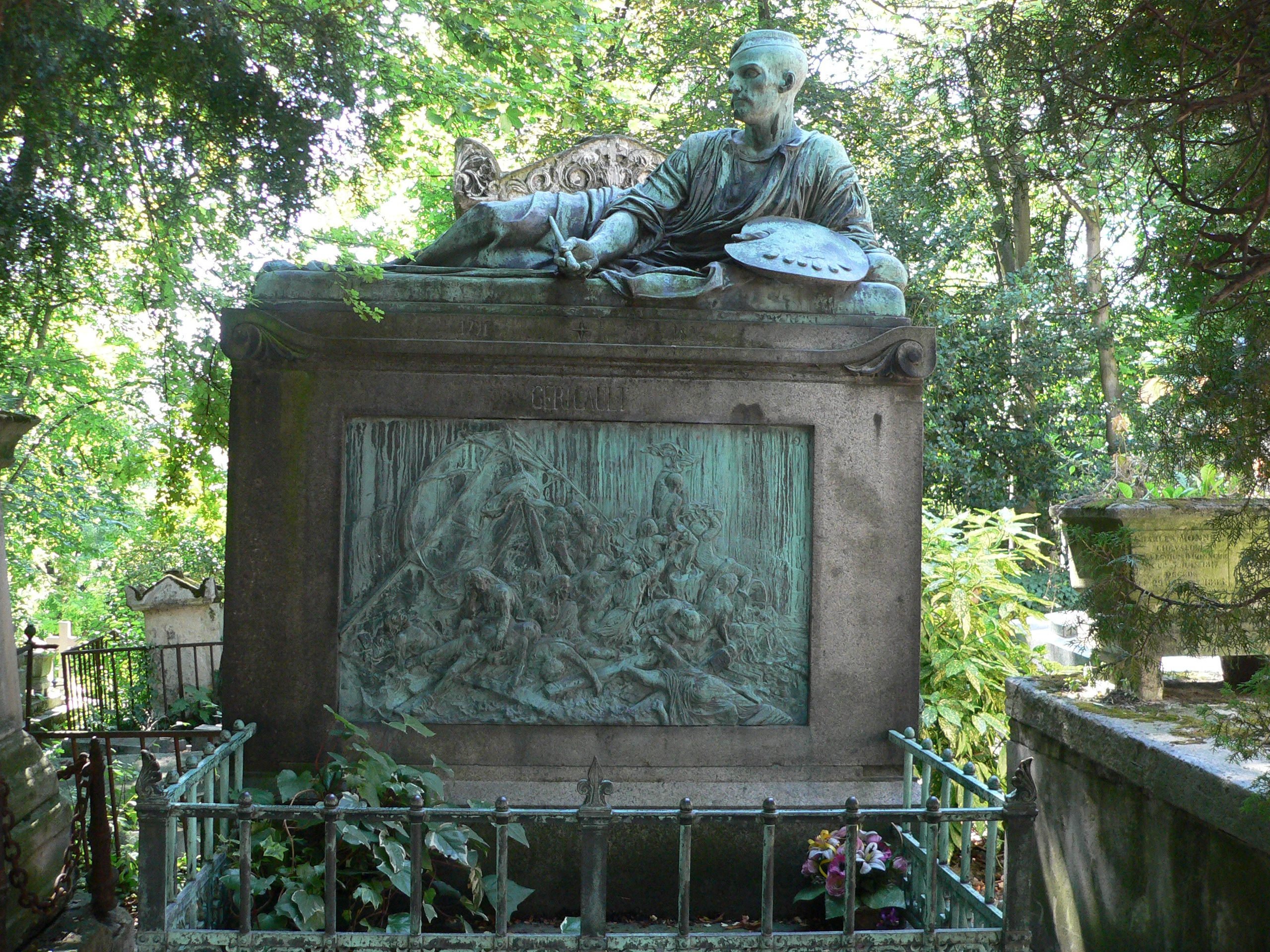
Monument à Théodore Géricault (1884), bronze, Paris, cimetière du Père-Lachaise.

## Illustrations
Antoine Étex réalisa également de nombreuses illustrations destinées à être gravées sur bois pour reproduire son œuvre maitresse, Caïn, mais également la traduction d'Halévy des tragédies grecques ainsi que La Divine Comédie de Dante.

## Publications
- Les souvenirs d'un artiste, Paris, E. Dentu, éditeur, 1877. L'ouvrage comporte une liste de ses principaux travaux et notes, avec un autoportrait gravé.
- James Pradier, Étude sur sa vie et ses ouvrages, par le plus ancien de ses élèves, 1859.
- Les trois tombeaux de Géricault, Librairie Académique Didier, 1885, 62 p.
- Cours élémentaire de dessin appliqué à l'architecture, à la sculpture et à la peinture, ainsi qu'à tous les arts industriels, 1859, Paris, Librairie Renouard, 1877 (en ligne).

Œuvres d'Antoine Étex
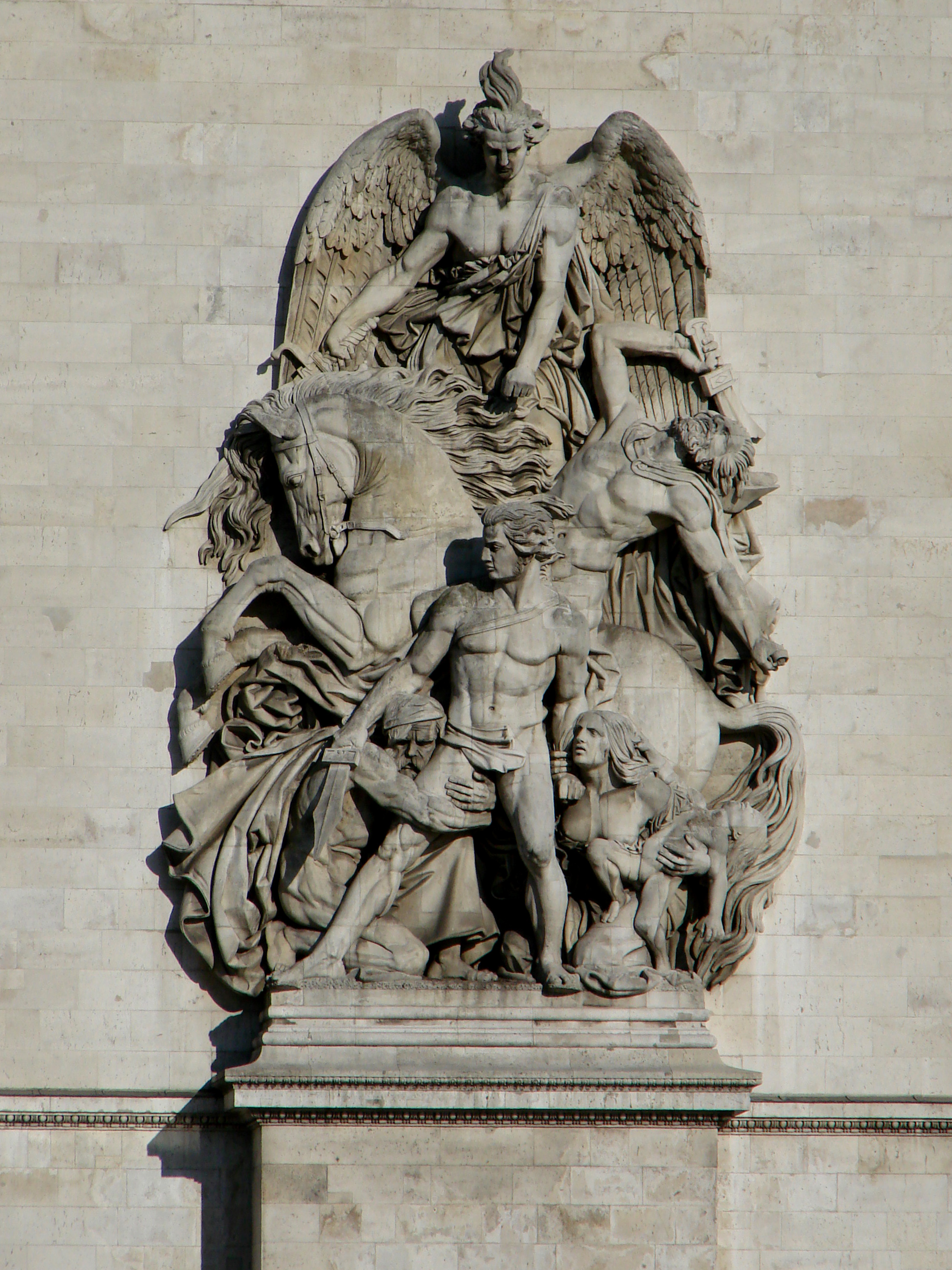
La Résistance de 1814 (1833-1836), haut-relief de la façade ouest de l'arc de triomphe de l'Étoile à Paris.
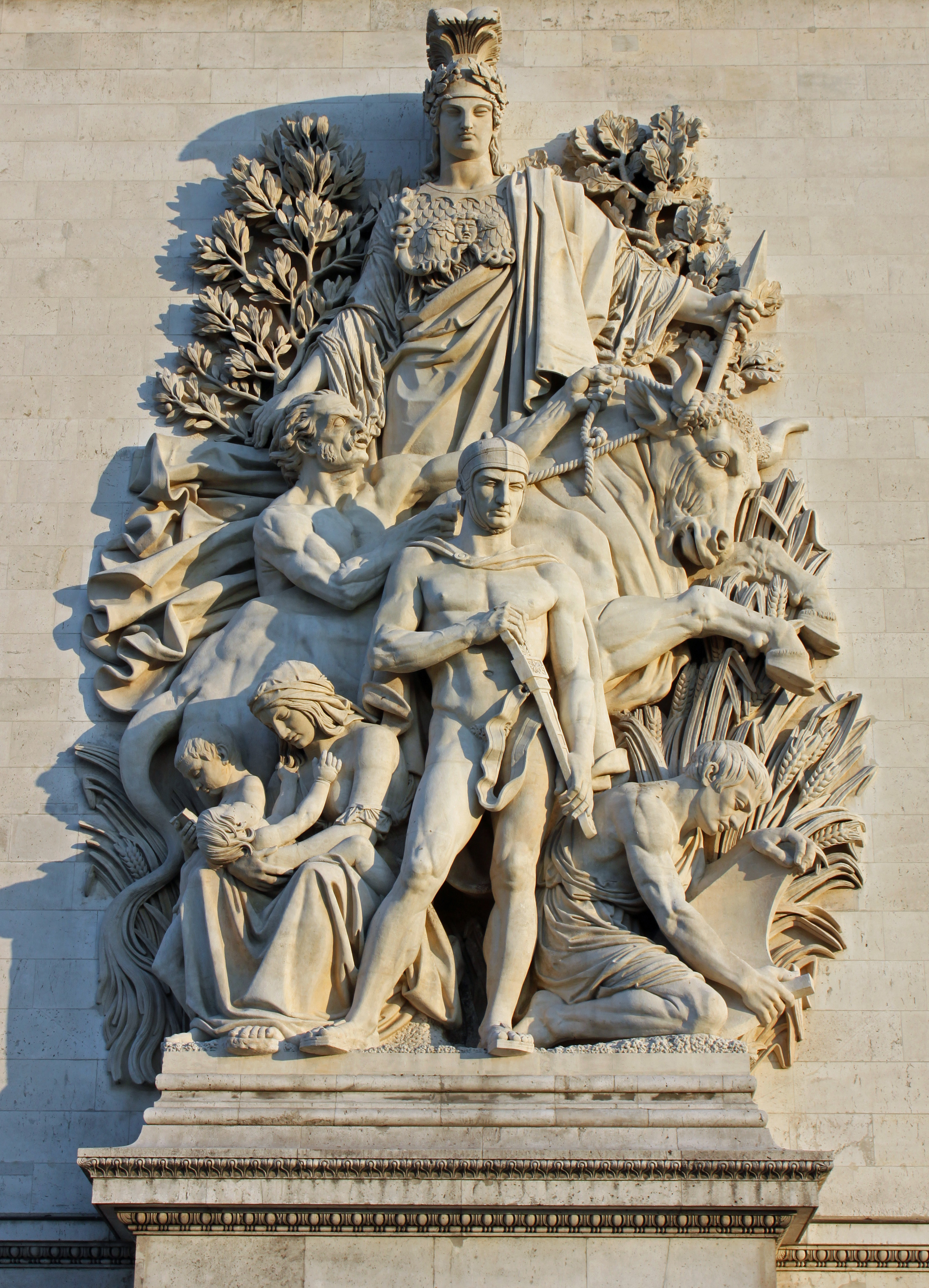
La Paix de 1815 (1833-1836), haut-relief de la façade ouest de l'arc de triomphe de l'Étoile à Paris.
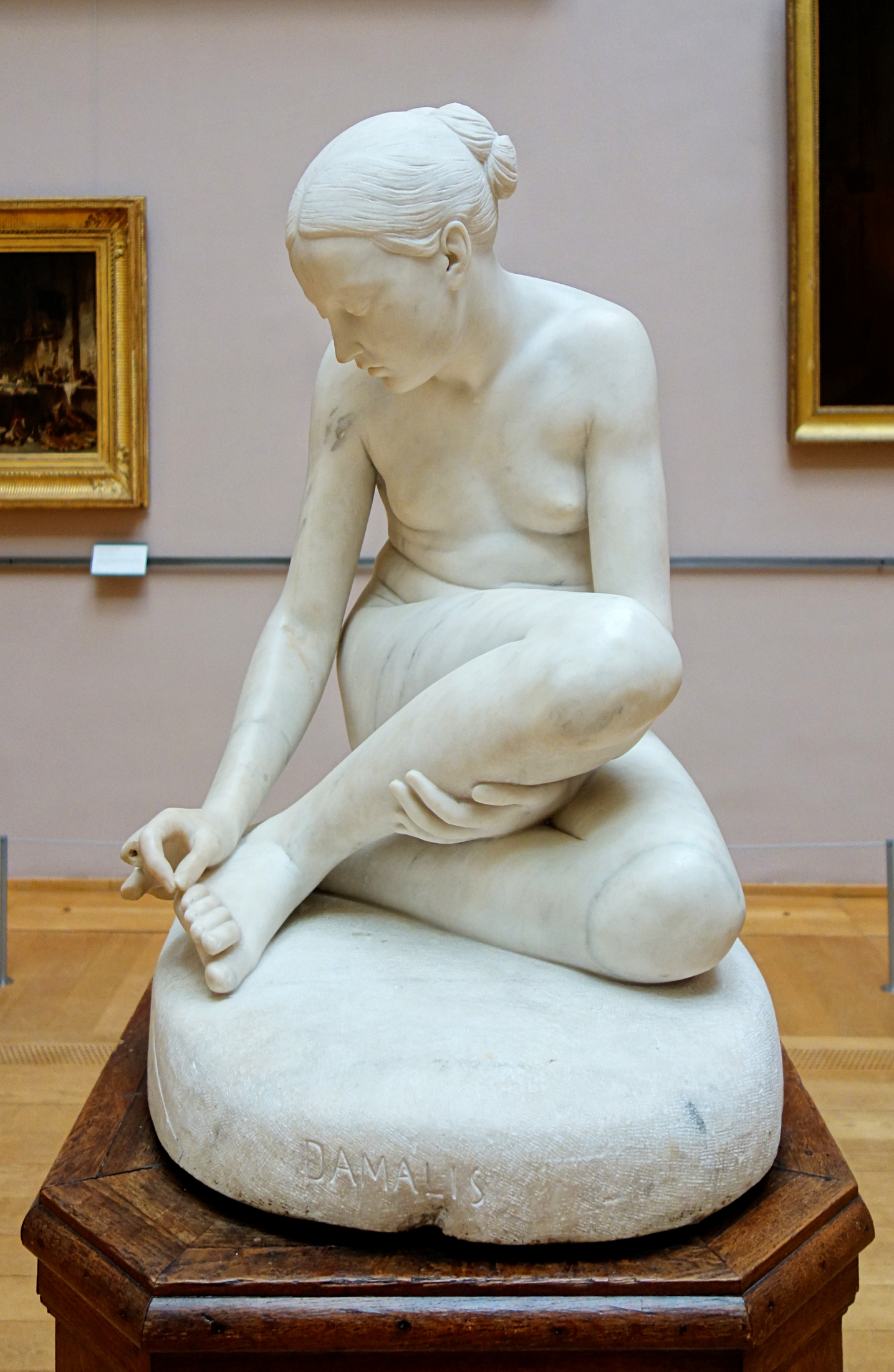
Damalis (1838), palais des Beaux-Arts de Lille.
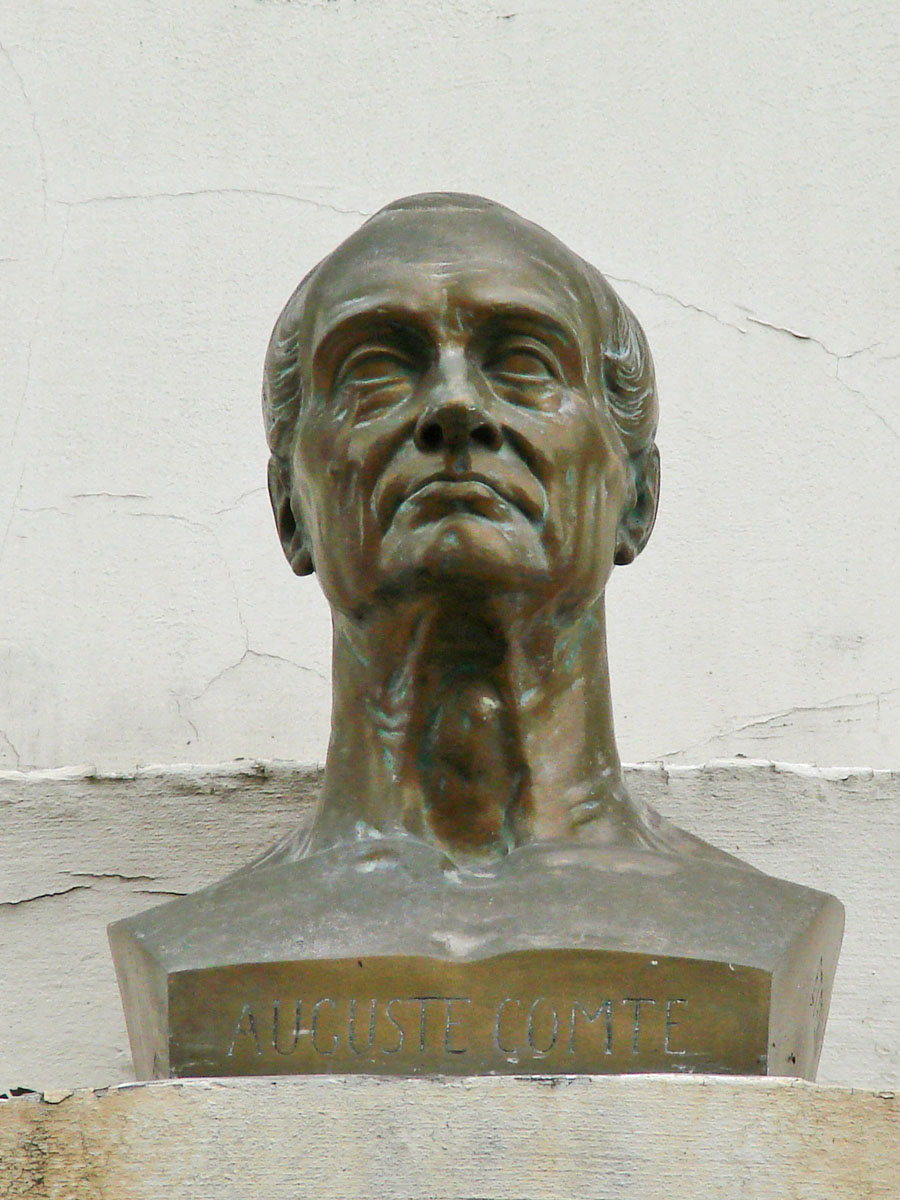
Auguste Comte (vers 1840), bronze, Paris, temple de l’Humanité.
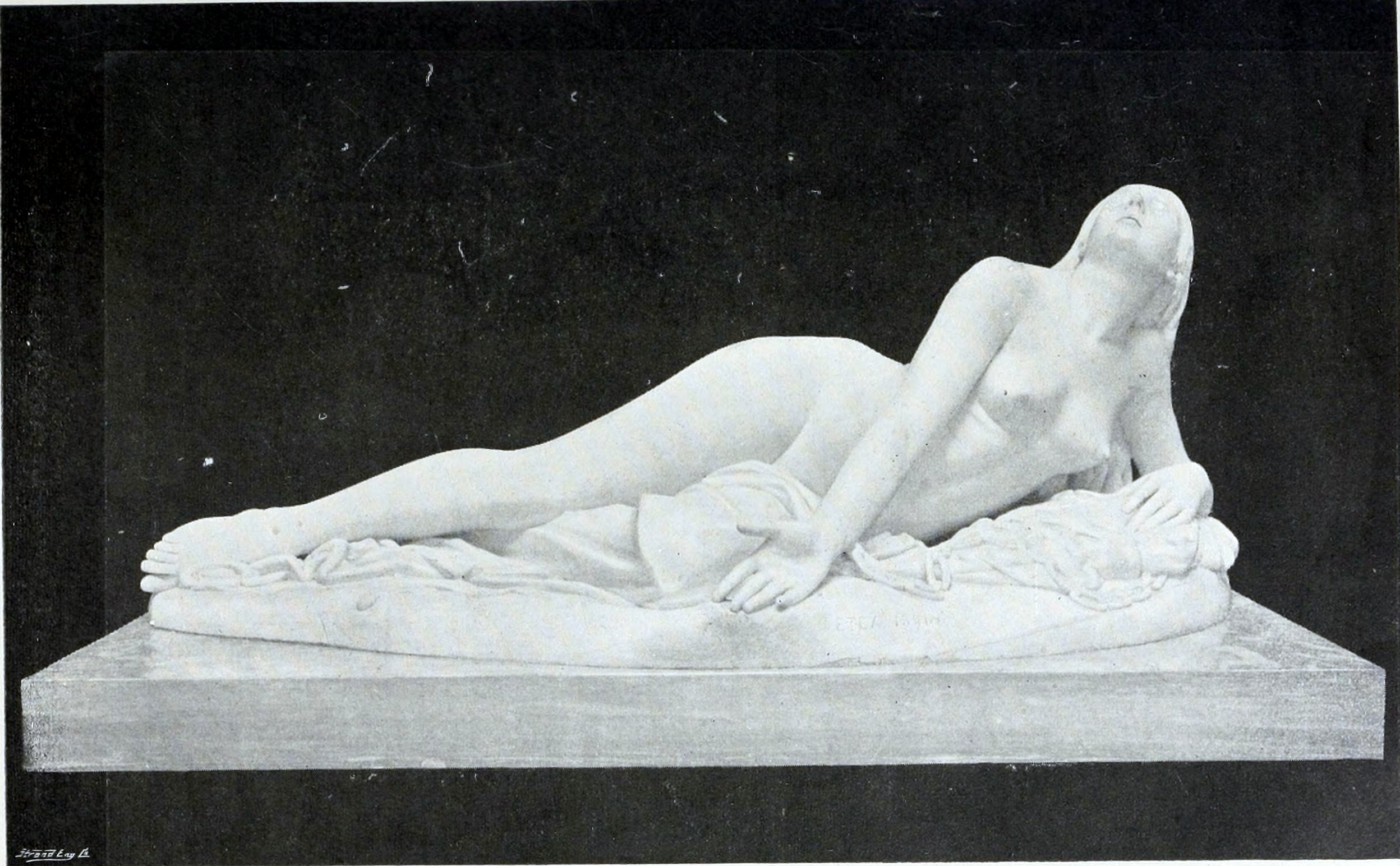
La Pologne enchaînée, ou Olympia abandonnée par Birène (1841), château de Versailles.
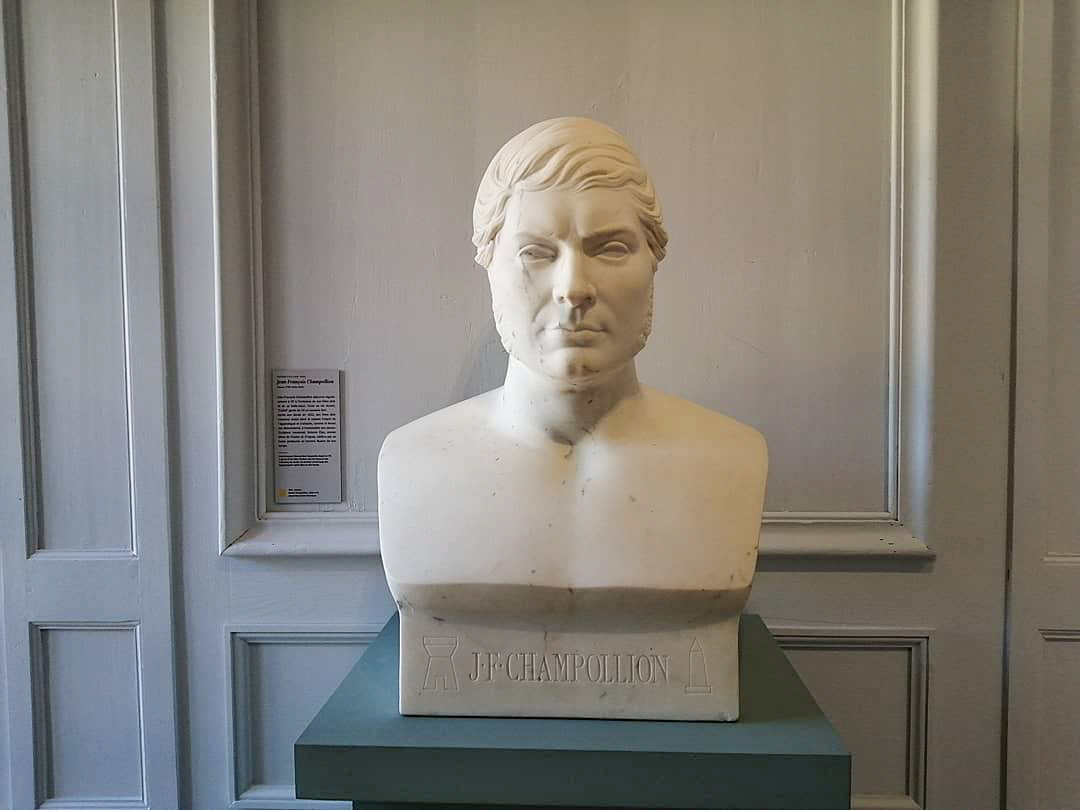
Buste de Jean-François Champollion (1841), Vif, musée Champollion.
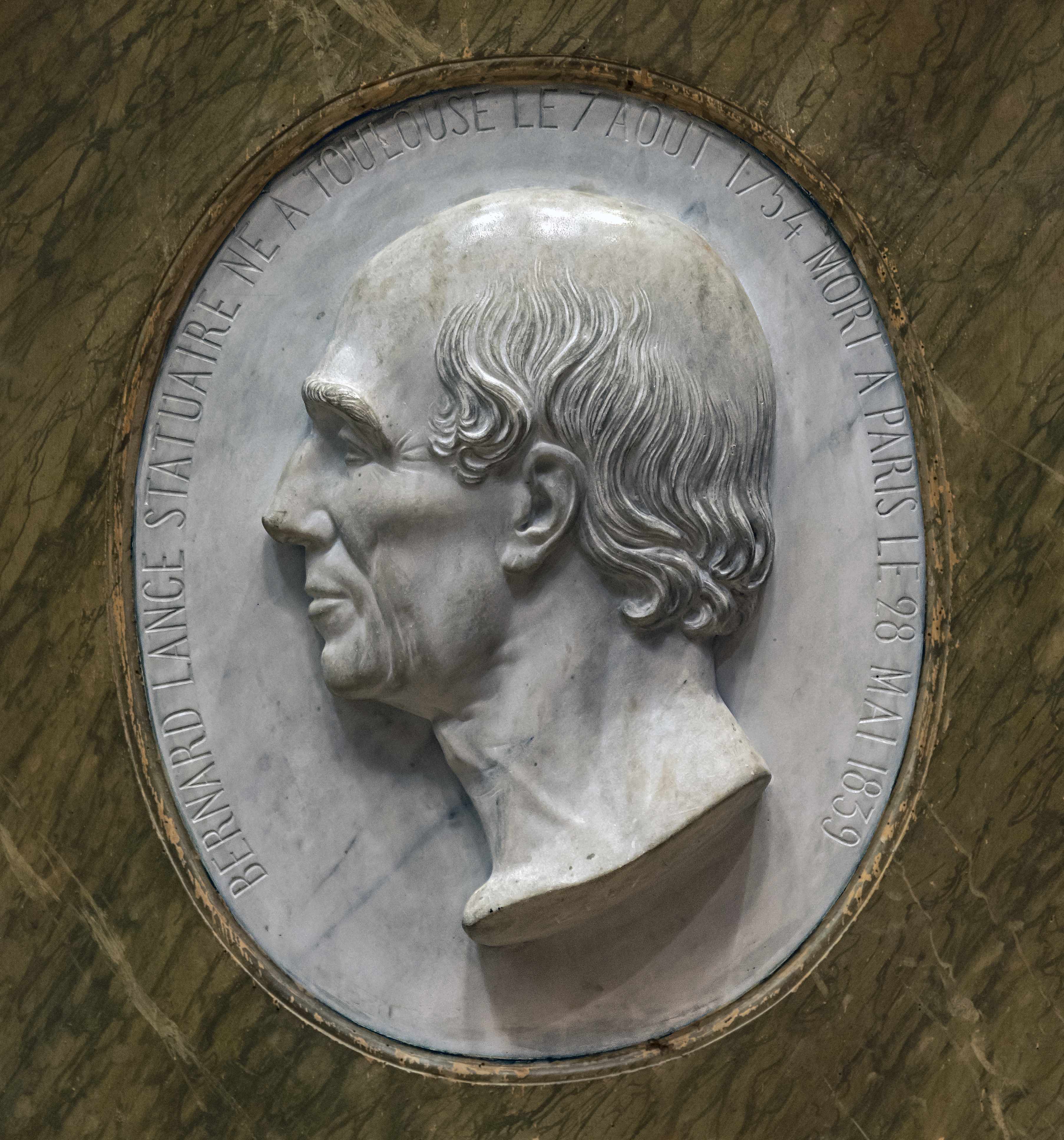
Portrait de Bernard Lange (1842), Toulouse, musée des Augustins.
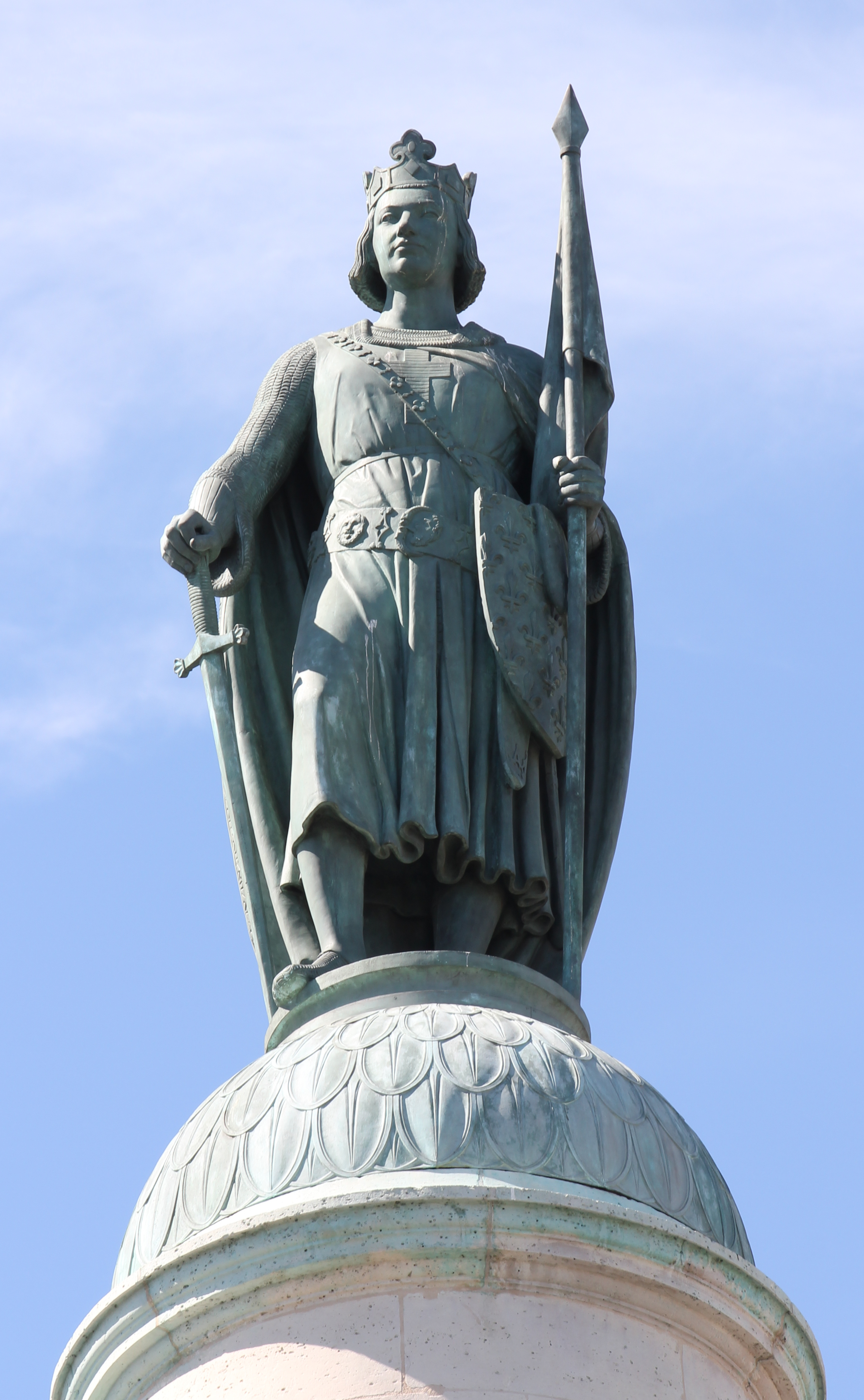
Saint Louis (1844), statue, Paris, place de la Nation.
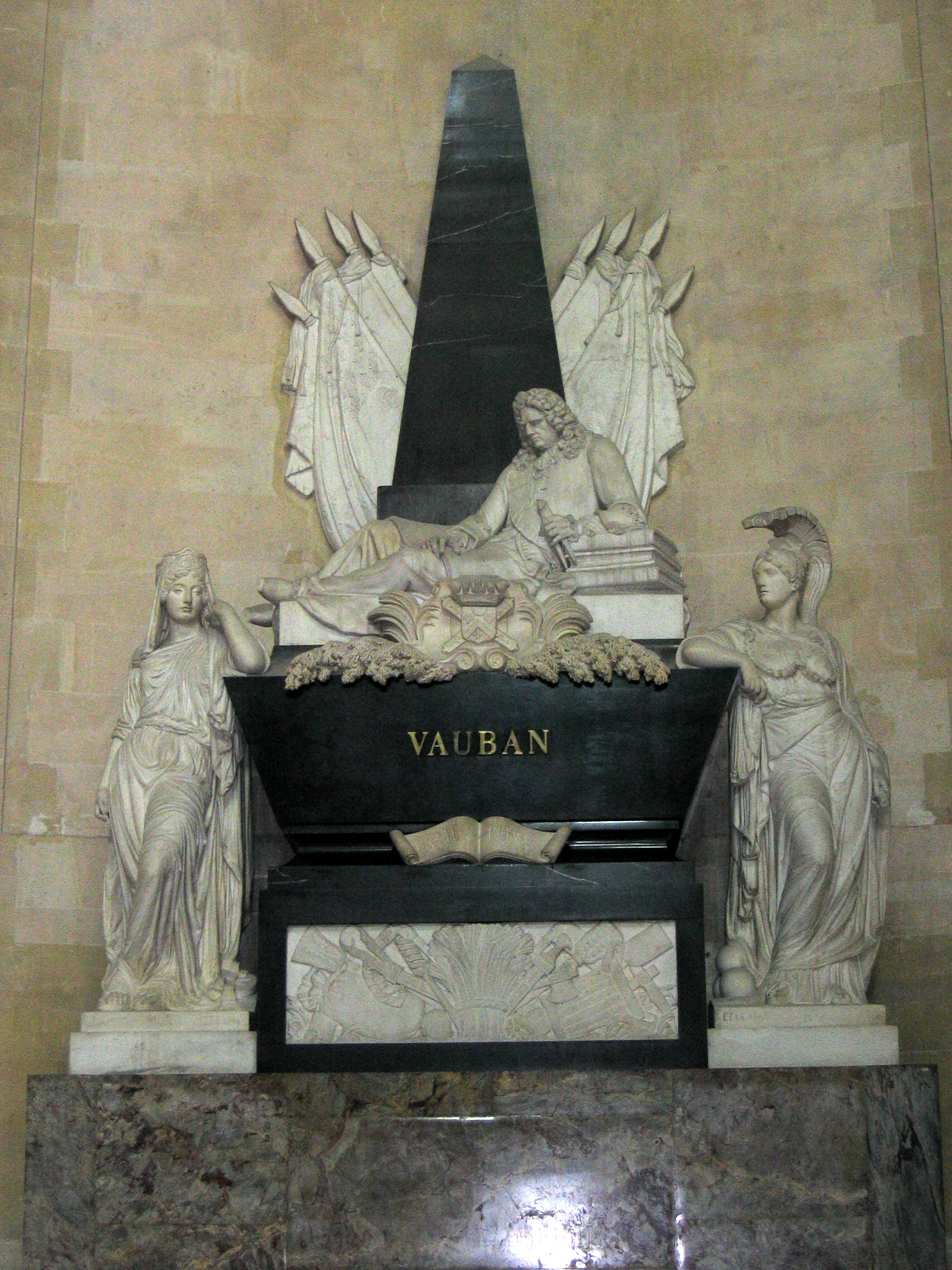
Monument à Vauban (1847), Paris, hôtel des Invalides.
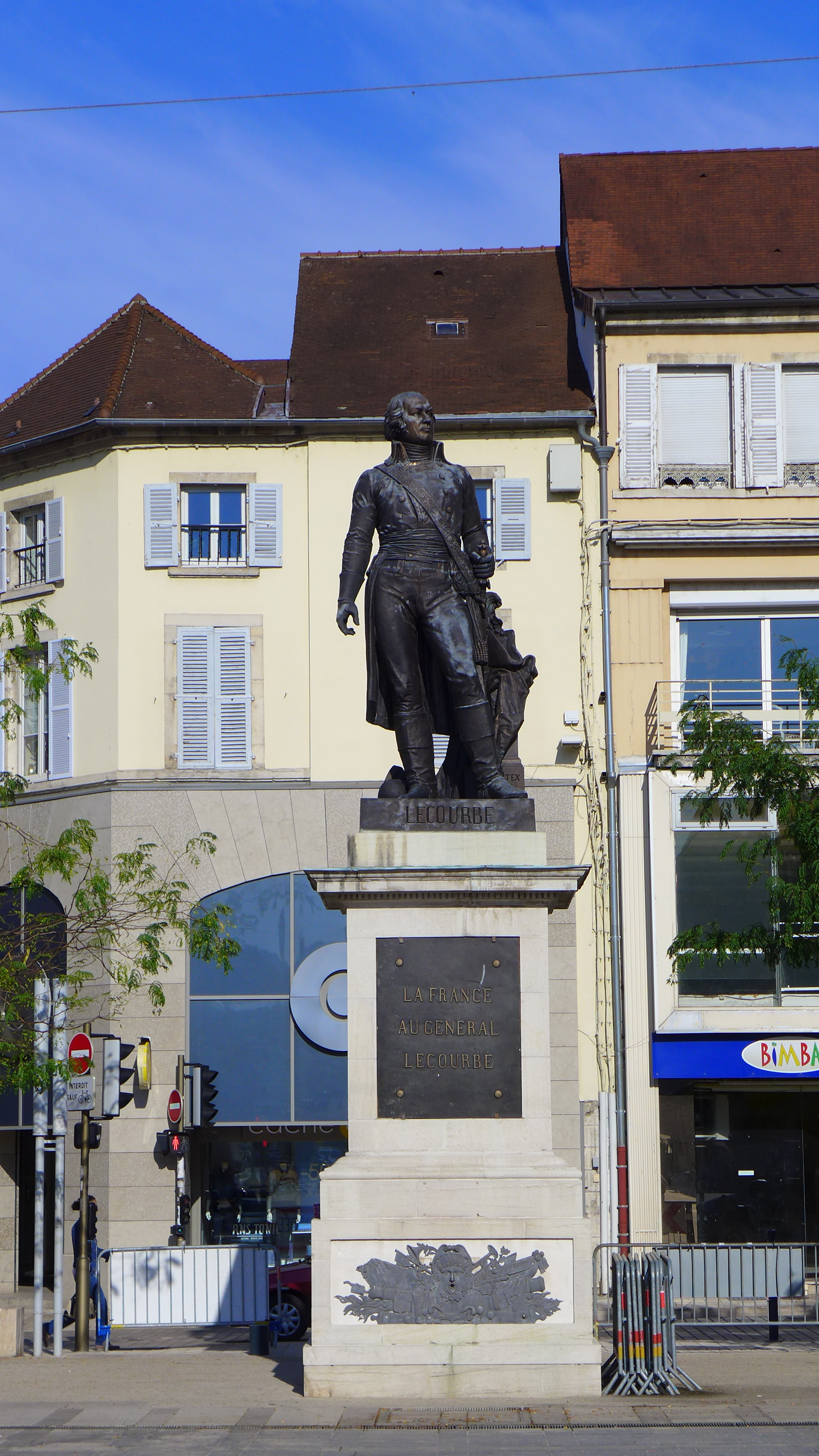
Monument au général Lecourbe (1857), Lons-le-Saunier.
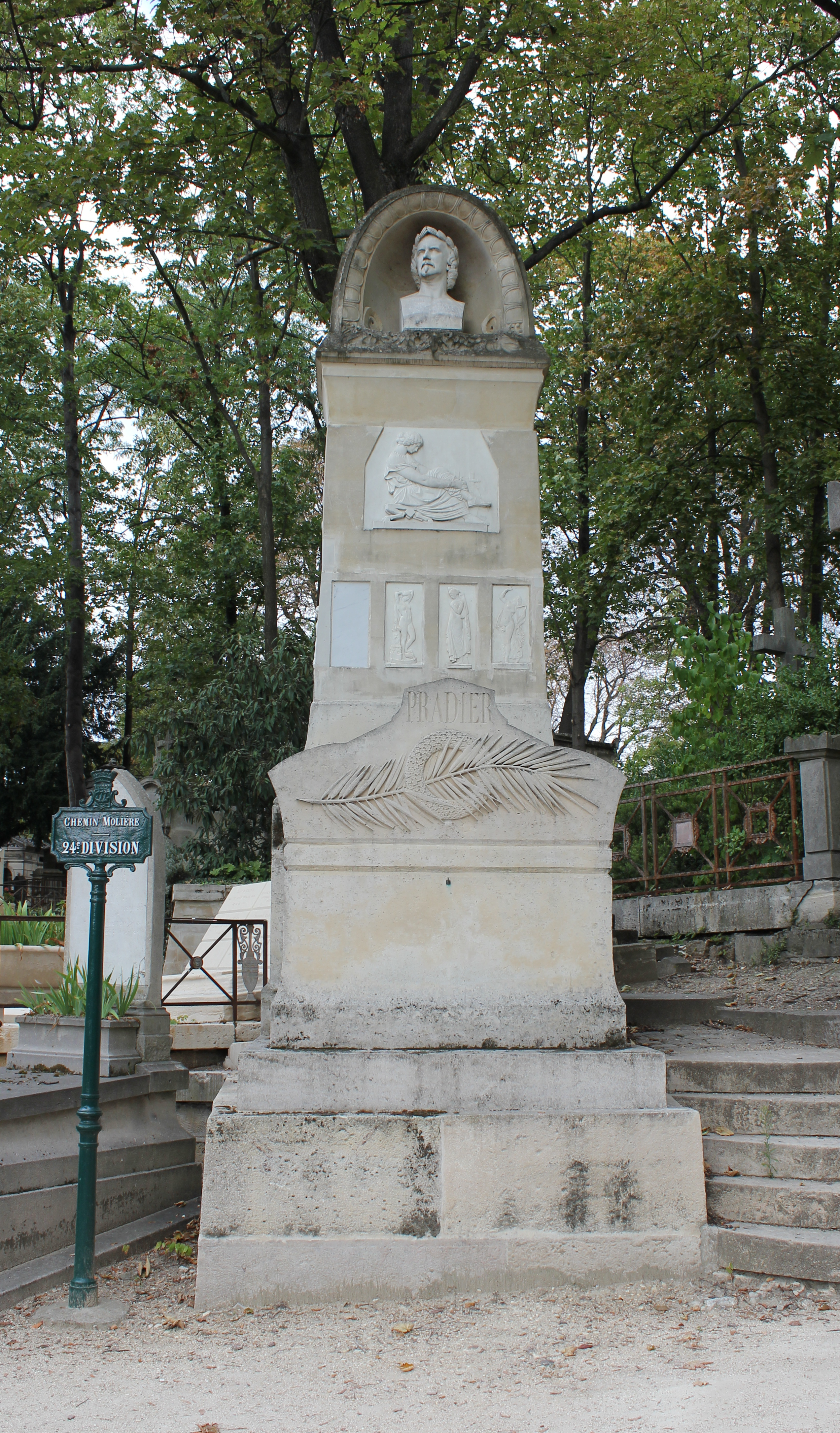
Tombeau de James Pradier (1857), Paris, cimetière du Père-Lachaise.
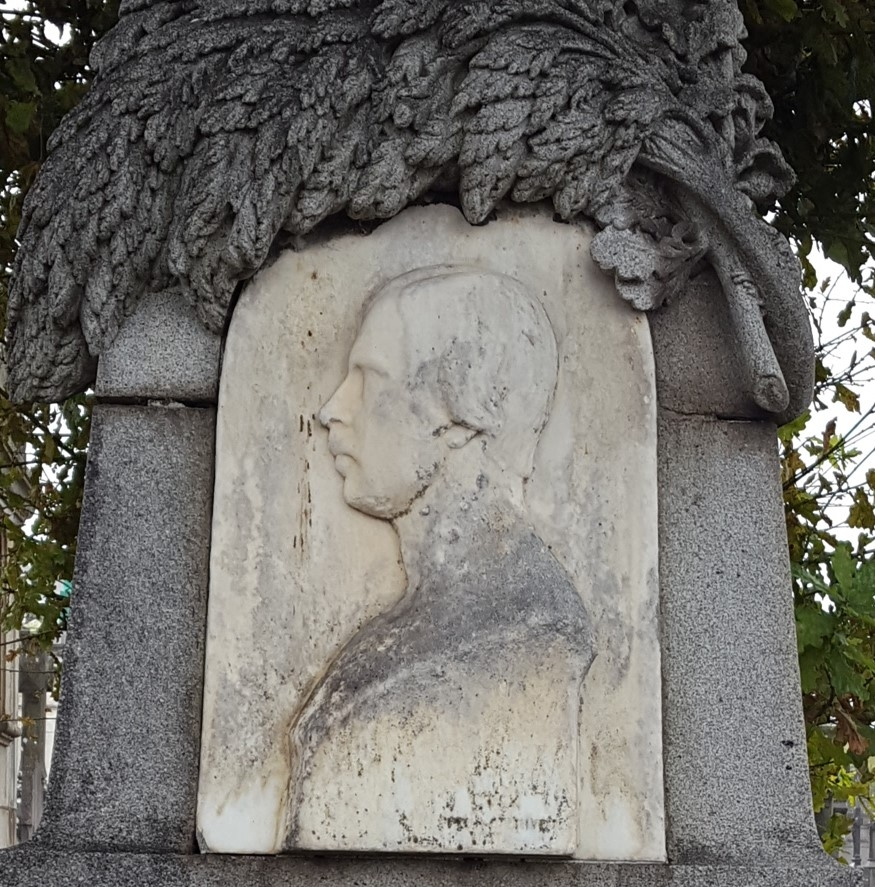
Auguste Brizeux (1858), Lorient, cimetière de Carnel.
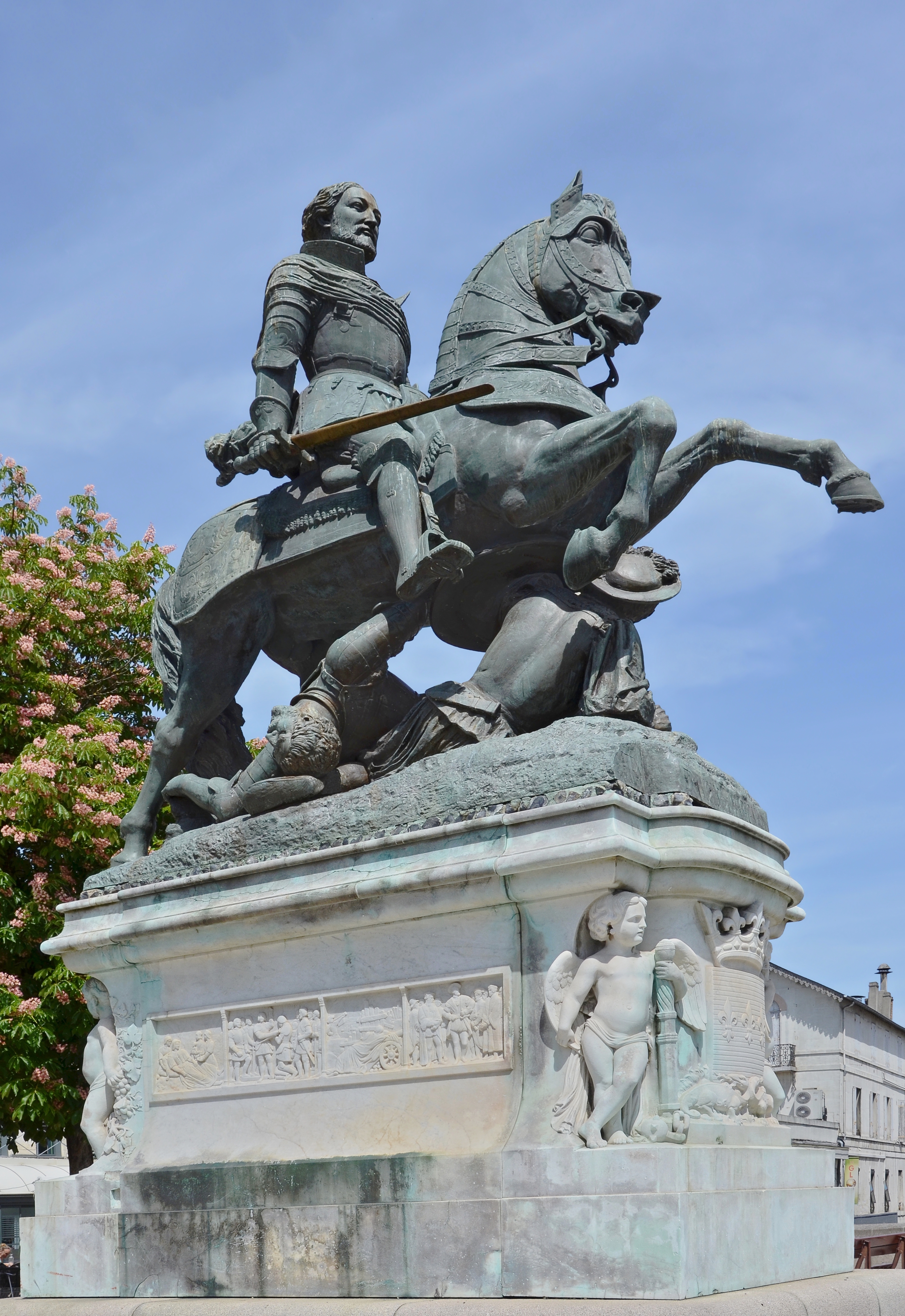
Monument à François 1er (1864), Cognac.
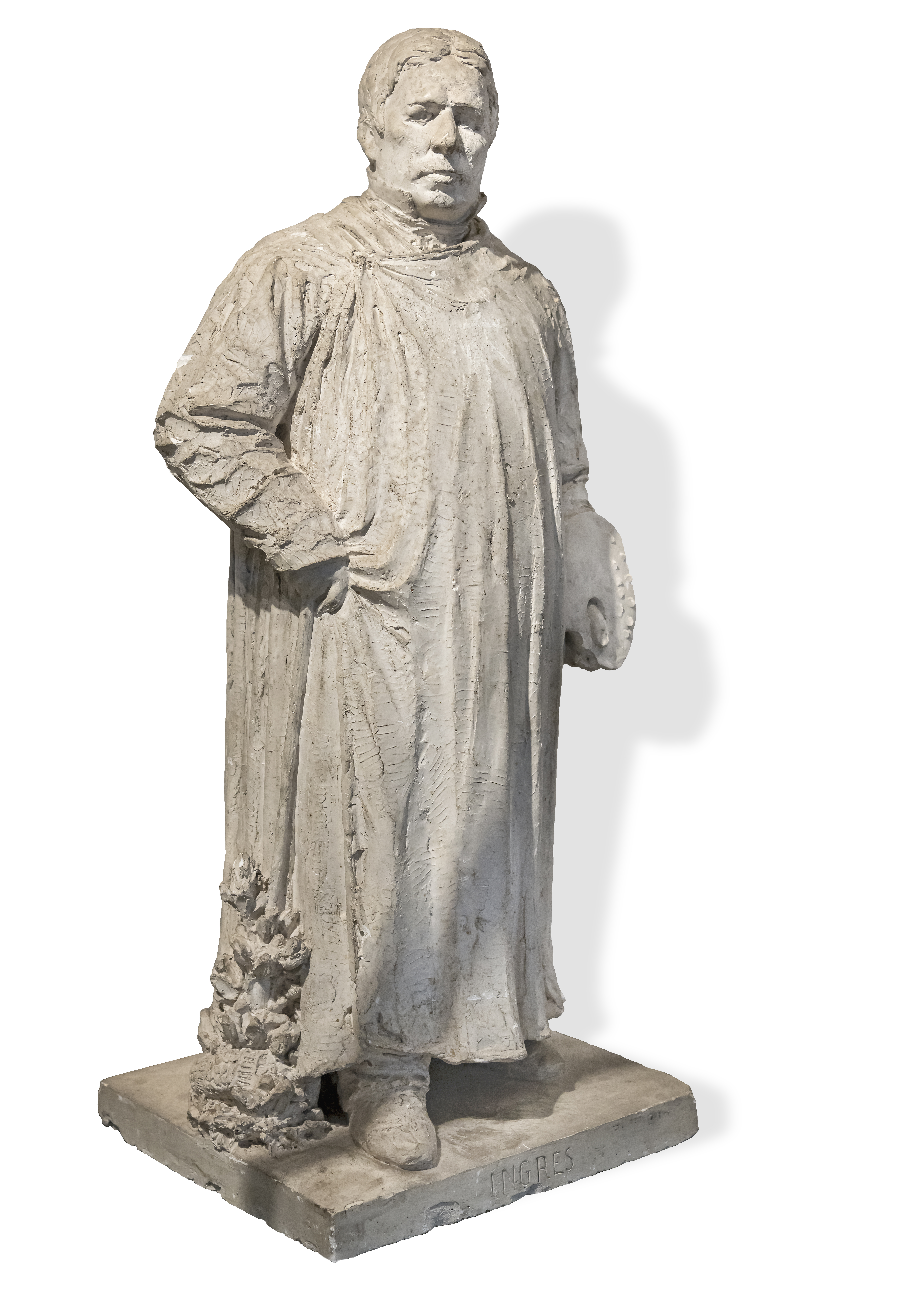
Ingres debout (1868), Montauban, musée Ingres-Bourdelle.

## Distinctions
- Chevalier de la Légion d'honneur (1841)